# Sân vận động Addis Ababa
Sân vận động Addis Ababa là một sân vận động đa năng ở Addis Ababa, Ethiopia. Sân được sử dụng chủ yếu cho các trận đấu bóng đá mặc dù sân cũng có các cơ sở điền kinh. Sân vận động có sức chứa 35.000 người.

## Lịch sử
Sân vận động Addis Ababa được xây dựng vào năm 1940 tại Addis Ababa thuộc Ý. Sân đã tổ chức một số trận đấu trong các giải Cúp bóng đá châu Phi 1962, 1968 và 1976, bao gồm trận chung kết năm 1962 (Ethiopia thắng Cộng hòa Ả Rập Thống nhất) và các phiên bản năm 1968 và vòng bảng cuối cùng của giải đấu năm 1976.
Sau đó vào năm 1999, sân đã được cải tạo cho Giải vô địch bóng đá trẻ châu Phi 2001 được tổ chức tại Ethiopia. Ở giải đấu này, đội tuyển trẻ quốc gia Ethiopia về thứ tư. Đội tuyển trẻ Ethiopia lần đầu tiên vượt qua vòng loại Giải vô địch bóng đá trẻ thế giới 2001 diễn ra tại Argentina.
Sân vận động Addis Ababa nằm ở trung tâm của Addis Ababa gần ga xe lửa Legehar và Quảng trường Meskel. Sân vận động tổ chức cả các giải đấu bóng đá và điền kinh quốc tế. Các vận động viên vĩ đại như Abebe Bikila và Haile Gebrselassie huyền thoại đã tranh tài tại sân vận động. Theo chứng nhận của IAAF, sân vận động Addis Ababa có chứng chỉ Hạng II cho các cơ sở điền kinh của mình. Từ ngày 30 tháng 4 đến ngày 4 tháng 5 năm 2008, Sân vận động Addis Ababa tổ chức Giải vô địch điền kinh châu Phi lần thứ 16.

### Khán đài
Phần nhỏ ngay bên phải của khán đài chính được gọi là "Kemeneshe" trong khi khán đài ở góc phải của sân vận động được gọi là "Abebe Bikila" do có một cửa hàng cùng tên dưới khán đài ở bên ngoài.
Khán đài bên trái khán đài chính được gọi là "Fasika Ber", được đặt tên theo các quảng cáo được hiển thị trong khu vực này của sân vận động. Phần ngay bên trái của nó được gọi là "Tesera".
Khán đài đối diện với khán đài chính trong lịch sử được gọi là "Katanga", ám chỉ những quân nhân từng ngồi trên khán đài này sau khi trở về từ nhiệm vụ gìn giữ hòa bình ở Katanga, CHDC Congo.
Sân vận động có 12 đường hầm vào.

## Tương lai

### Cải tạo
Vào tháng 1 năm 2021, ủy ban thể thao của sân vận động đã ký một thỏa thuận thiết kế, tư vấn và quản lý việc cải tạo sân vận động.

### Sân vận động mới
Công việc xây dựng sân vận động có sức chứa 60.000 chỗ ngồi theo tiêu chuẩn FIFA và Olympic mới sẽ được tiến hành vào năm 2019. LAVA, DESIGNSPORT và công ty địa phương JDAW của Ethiopia đã giành chiến thắng trong cuộc thi quốc tế do Ủy ban Thể thao Liên bang Ethiopia tổ chức để thiết kế sân vận động và làng thể thao. Thiết kế kết hợp bản sắc địa phương, chẳng hạn như kiến trúc cắt đá và giỏ massob, với công nghệ mới. Sân vận động đang được xây dựng bởi Tổng Công ty Xây dựng Trung Quốc.